# Siegfried Arno
Sig Arno (27 de desembre de 1895 – 17 d'agost de 1975) va ser un actor jueu-alemany que aparegué en pel·lícules com Pardon My Sarong i The Mummy's Hand. És especialment recordat per The Palm Beach Story (1942) com Toto.

## Biografia
Siegfried Arno nasqué com Siegfried Aron a Hamburg, Alemanya. Abans de fer cinema havia estat actor de teatre. Va actuar en noranta films a Alemanya abans de deixar el país per l'arribada del nazisme (1933) i passar a Hollywood.
Durant els 20 anys següents participà en més de 50 pel·lícules, sovint en papers de cambrer. Arno també va fer teatre a Broadway, notablement en el musical Song of Norway i en l'obra Time Remembered per Jean Anouilh, pel qual va ser candidat alTony Award com "Best Featured Actor in a Play" el 1958. El 1966, Arno va guanyar un premi honorari en els Premis de Cinema Alemany

## Filmografia parcial
- The Wife of Forty Years (1925)
- A Woman for 24 Hours (1925)
- Manon Lescaut (1926)
- The Third Squadron (1926)
- The Pride of the Company (1926)
- Circus Romanelli (1926)
- Annemarie and Her Cavalryman (1926)
- Darling, Count the Cash (1926)
- Nanette Makes Everything (1926)
- The Son of Hannibal (1926)
- The Love of Jeanne Ney (1927)
- The Man with the Counterfeit Money (1927)
- The Transformation of Dr. Bessel (1927)
- The Eighteen Year Old (1927)
- When the Young Wine Blossoms (1927)
- Family Gathering in the House of Prellstein (1927)
- Lützow's Wild Hunt (1927)
- The Villa in Tiergarten Park (1927)
- Marie's Soldier (1927)
- Serenissimus and the Last Virgin (1928)
- Der Ladenprinz (1928)
- Immorality (1928)
- Prince or Clown (1928)
- Tragedy at the Royal Circus (1928)
- The Orchid Dancer (1928)
- Tales from the Vienna Woods (1928)
- The Lady and the Chauffeur (1928)
- Looping the Loop (1928)
- Modern Pirates (1928)
- Her Dark Secret (1929)
- Beyond the Street (1929)
- The Girl with the Whip (1929)
- Revolt in the Batchelor's House (1929)
- We Stick Together Through Thick and Thin (1929)
- Vienna, City of Song (1930)
- Retreat on the Rhine (1930)
- The Caviar Princess (1930)
- Fairground People (1930)
- Schuberts Frühlingstraum (1931)
- Moritz Makes His Fortune (1931)
- The Night Without Pause (1931)
- The Big Attraction (1931)
- Without Meyer, No Celebration is Complete (1931)
- Wild Cattle (1934)
- El geperut de Notre-Dame (The Hunchback of Notre Dame) (1939)
- The Mummy's Hand (1940)
- Dark Streets of Cairo (1940)
- A Little Bit of Heaven (1940)
- Allò que en diuen amor (This Thing Called Love) (1940)
- The Great Awakening (1941)
- Gambling Daughters (1941)
- Two Latins from Manhattan (1941)
- Two Yanks in Trinidad (1942)
- Tales of Manhattan (1942)
- The Devil with Hitler (1942 short)
- The Palm Beach Story (1942)
- Juke Box Jenny (1942)
- His Butler's Sister (1943)
- Song of the Open Road (1944)
- The Captain from Köpenick (acabada el 1941, estrenada el 1945)
- Duchess of Idaho (1950)